# Samsung Galaxy A9 Pro (2016)
Samsung Galaxy A9 Pro (2016) (стилизованный под SAMSUNG Galaxy A9 Pro6) — Android-смартфон производства Samsung Electronics. Он был представлен в марте 2016 года.
Samsung Galaxy A9 Pro (2016) работает под управлением Android 6.0 Marshmallow. Разница между Samsung Galaxy A9 (2016) и версией Pro заключается в том, что A9 (2016) имеет 3 ГБ оперативной памяти и аккумулятор емкостью 4000 мАч, в то время как A9 Pro (2016) имеет 4 ГБ RAM и аккумулятор емкостью 5000 мАч. Также A9 Pro оснащен 16 МП задней камерой, в то время как A9 (2016) имеет 13 МП заднюю камеру.

## Технические характеристики

### Дизайн
Samsung Galaxy A9 Pro (2016) имеет стеклянную заднюю панель и алюминиевую рамку. И переднее стекло, и задняя панель защищены Corning Gorilla Glass 4. Размеры устройства составляют 161,7 x 80,9 x 7,9 мм (высота x ширина x толщина), а вес - 210 граммов. Он был доступен в черном, белом и золотом цветовых вариантах.

### Аппаратное обеспечение
Устройство работает на базе Qualcomm Snapdragon 652 4x 1.8 Ghz Cortex-A72 + 4x 1,4 ГГц Cortex-A53 и Adreno 510 GPU. Устройство имеет 4 GB RAM, 32 ГБ eMMC 5.1 внутренней памяти, которая может быть расширена за счет слота для карт microSDXC,
Samsung Galaxy A9 Pro (2016) имеет 6,0-дюймовой Super AMOLED Full HD (1080x1920 пикселей) дисплей и несъемный Li-Ion емкостью 5000 мАч.

#### Камера
Устройство оснащено 16 МП задней камерой с f/1.9 диафрагмой, размер датчика 1/2.8" , автофокус (AF) и оптическая стабилизация изображения (OIS). У него есть 8 МП передняя камера с диафрагмой f/1.9. Обе камеры поддерживают запись видео 1080p со скоростью 30 fps.

### Программное обеспечение
Устройство поставляется с предустановленной Android 6.0.1 Marshmallow. Он получил обновление Android 7.0 Nougat в 2017 году. Позднее до Android 8.0 Oreo с Samsung Experience 9.0.